# Right Now (singolo Atomic Kitten)
Right Now è il primo singolo discografico del girl group britannico Atomic Kitten, pubblicato nel 1999 ed estratto dal loro primo album in studio, l'omonimo Right Now.
Il brano è stato scritto da Andy McCluskey e Stuart Kershaw.

## Tracce
- CD 1 (UK)

1. Right Now (radio edit) – 3:28
2. Right Now (Solomon pop mix) – 5:50
3. Right Now (K-Klass Phazerphunk radio edit) – 3:32
4. Right Now (video) – 3:37

- CD 2 (UK)

1. Right Now (radio edit) – 3:28
2. Something Spooky (theme to BBC's Belfry Witches) – 2:40
3. Right Now (original demo) – 3:36

- CD Singolo (Europa)

1. Right Now (radio edit) – 3:28
2. Something Spooky (theme to BBC's Belfry Witches) – 2:40

## Classifiche
| Classifica (1999-2000) | Posizione raggiunta |
| ---------------------- | ------------------- |
| Regno Unito            | 10                  |

## Versione 2004
Il brano è stato riproposto come singolo in una nuova versione nel marzo 2004, in occasione dell'uscita della compilation The Greatest Hits. In tal occasione è stata diffusa la doppia A-side dal titolo Someone like Me / Right Now 2004